# 得明县
得明县，又译作“多明县”，是越南得农省下辖的一个县。

## 地理
得明县东北接格桔县，东南接克容诺县，南接得双县，西接柬埔寨。

## 历史
2006年11月22日，得沙社析置隆山社。
2021年1月12日，得热拉社部分区域划归格桔县格克涅社管辖。

## 行政区划
得明县下辖1市镇9社，县莅得明市镇。
- 得明市镇（Thị trấn Đắk Mil）
- 得安社（Xã Đắk Gằn）
- 得劳社（Xã Đắk Lao）
- 得讷若社（Xã Đắk N'Drót）
- 得热拉社（Xã Đắk R'La）
- 得沙社（Xã Đắk Sắk）
- 德孟社（Xã Đức Mạnh）
- 德明社（Xã Đức Minh）
- 隆山社（Xã Long Sơn）
- 顺安社（Xã Thuận An）